# Boisbergues
Boisbergues település Franciaországban, Somme megyében. Lakosainak száma 66 fő (2022. január 1.). Boisbergues Autheux, Bernaville, Le Meillard és Outrebois községekkel határos.

## Népesség
A település népességének változása:
| Lakosok száma | 85   | 82   | 81   | 78   | 75   | 73   | 71   | 68   | 66   |
|               | 2013 | 2015 | 2016 | 2017 | 2018 | 2019 | 2020 | 2021 | 2022 |